# Кас’яново (Калузька область)
Кас’яново (рос. Касьяново) — село в Ульяновському районі Калузької області Російської Федерації.
Населення становить 122 особи. Входить до складу муніципального утворення Село Поздняково.

## Історія
Від 2004 року входить до складу муніципального утворення Село Поздняково

## Населення
| 2002 | 2010 |
| ---- | ---- |
| 151  | ↘122 |